# 京王デハ1700形電車
京王デハ1700形電車（けいおうデハ1700がたでんしゃ）は、京王帝都電鉄井の頭線、次いで京王線で使用されていた通勤形電車である。

## 登場経緯
東京急行電鉄（大東急）の一員となっていた井の頭線は、1945年5月25日の空襲で永福町検車区が被災。夜間でほとんどの車両が車庫に戻っていたことと、民家から架線柱に延焼したために架線が垂れ下がり、車両を動かせなくなってしまったことから、31両の在籍車両のうち24両が焼失するという壊滅的被害を受け、著しい車両不足に陥った。
東急は翌月には代田連絡線を陸軍の手で敷設、小田原線と接続して同線の車両や国鉄青梅線からの借入車14両を投入して急場をしのぎ、本格的復旧のために井の頭線に新型の電動車を投入することとした。
ここで白羽の矢が立ったのが、戦時中にもかかわらず当時製造が進んでいた2形式であった。東横線用クハ3650形と編成を組む予定の制御電動車デハ3550形と、湘南線用のデハ5300形に連結して運用する予定だった制御車クハ5350形である。前者が当形式デハ1700形、後者がデハ1710形となった。

## 車両概説
1946年春に汽車製造で竣功したのち、デハ3550形になる予定で元住吉検車区に入線していたものを入線させたデハ1701 - 1704、汽車製造から直接入線したデハ1705 - 1707の合計7両である。当初は奇数車が渋谷向き・偶数車が吉祥寺向きだったが、1947年に小田原線経堂工場にあった転車台を使用して、渋谷向きに統一されている。

### 車体
本来組成相手となるはずであった東急クハ3650形と製造メーカーは違うが、東急3000系（初代）のデハ3450形や3500形で確立した車体寸法と前面が3枚窓・非貫通形・中央窓の幅が狭いなどの特徴を引き継ぎ、片運転台化したような構造であることと、デハ3500形との顕著な違いが前面裾中央・連結器部分切り欠きがあるなどほぼ共通の設計である。
17m級車両で、側面の窓配置はd1D4D4D2・密閉式の片隅運転台・乗務員室扉は左側のみで反対側は前端まで座席が延びているという構造など帝都電鉄引継車のデハ1400形と共通点が多いが、デハ1700形には前面にアンチクライマーがなく、車体長16,200mm・最大長17,040mmはデハ1400形より短い。また片隅式運転台のスペースを広くとるため、運転台直後の客室窓はやや狭くなっていた。
連結面側は切妻で1,100mm幅の広幅貫通路を備えていたが、広幅貫通路を持つ車輛がいないため入線当初は締め切りになっていた。またドアエンジンを装備した自動扉車だった。

### 主要機器
主制御器と主電動機も、デハ3450形以降で標準になっていた日立製作所製のMMC系主制御器・HS267系主電動機を装備している。導入予定の東横線は当時架線電圧が600Vであったが、電装品は先んじて1,500Vに対応していたため、井の頭線への投入は問題なかった。ただし東横線急行用への投入を想定したため、高速性能を重視して歯数比を小さくとっていた。主電動機自体の出力がさほど高くないこともあり、加速性能や牽引力は高くなく、駅間が短いため加減速を繰り返す井の頭線とはあまり相性の良い設定ではなかった。
台車はKS-4と京王社内で称した汽車製造の標準軌用長軸車軸を備えた台車である。これは東急デハ3500形やクハ3650形と同様に、東横線に狭軌から標準軌への改軌計画があったためである。

## 沿革

### 入線直後
デハ1701と1702は1946年春に元住吉検車区でぎ装工事を受け、一度デハ3551と3552として試運転を実施した後、菊名駅→国鉄横浜線で東神奈川駅・橋本駅を経由して厚木駅→神中線で海老名駅→小田原線で経堂工場というルートで回送、経堂工場で整備後に代田連絡線経由で入線した。6月までにデハ1706までが入線して運用を開始、翌年5月にデハ1707が入線した。
当初は1700形同士で編成を組んでいたが、青梅線からの借入車の電動車2両の調子が良くなかったため、借り入れた全4両をデハ1700形のクハとして連結するようになった。青梅線からの借入車は手動ドアだったため、デハ1700形が先頭の時は運転士がドアを開けていたという。同年末までにはデハ1401の復旧、更にデハ1711も入線したため、借入車は元の路線に復帰していった。

### 京王帝都分離
1948年6月の京王分離以降も引き続き井の頭線で使用された。当初は尾灯が1灯しか取り付けられていなかったが、1951年には2灯化されている。
1950年夏に下北沢駅でデハ1707がデハ1461に追突される事故に遭い台枠を損傷した。同社は日本車輌製造の蕨工場で復旧された際に車体が更新され、運転台の全室化と車掌台側への乗務員室扉増設が行われた他、正面窓の窓枠が細くなって中央の窓幅が拡大・尾灯の埋め込み化と他の車両よりも高い位置に変更・屋根のカーブが他6両と異なる、連結面側には回り込んでいなかったウインドウヘッダーが追加、連結面側の貫通路幅を1,100mmから850mm幅に縮小などの違いが生じている。なお、密閉式の片隅式運転台・乗務員室扉が片側にしかないという設計は車掌には評判が悪く、1952年からはデハ1701 - 1706も全室運転台・両側に乗務員室扉を備えるスタイルに順次改造された。その際にもとからあった乗務員室扉の位置を前進させ、その後方の窓の左右幅を拡大している。

### 3連運転時代
井の頭線は全線での3両編成運転のため、代田二丁目変電所の建設・永福町以西のホーム延長工事などを行い、1952年5月1日よりまず平行ダイヤを実施、6月からは3両化のためデハ1800形とサハ1300形を増備した。この両形式は桜木町事故の教訓から車端部の貫通路と貫通幌の設置を実施して製造された。しかしデハ1800形8両は、デハ1400戦災復旧車の機器を流用したデハ1801 - 1803の3両が渋谷向き・完全新造車デハ1804 - 1808の5両が吉祥寺向きで、渋谷向き電動車が2両足りないため、デハ1706と1707がサハ1300形と連結することになり、デハ1706も貫通路幅を1,100mmから850mm幅に縮小する改造を受けた。他の車両も全室運転化と同時に貫通路幅を縮小して貫通路が使えるようになった。
しかしこの新ダイヤ及び3両編成運転を実施すると、デハ1700形と1710形で主電動機がショートするという事態が相次いだ。駅間距離の短い井の頭線の運用は加減速を繰り返すため、出力・歯車比が小さいことによる熱容量不足を生じたことが原因とされ、対策として同じ主電動機のデハ1760形と同じ歯車比63:19（3.32）に変更した。
1955年1月には全列車が3両で運行されるようになったが、運用側は主電動機にHS-267Dを採用したデハ1700形・1710形・1760形・1560形について、MTM編成を組む際は先のデハ1706・1707のようにデハ1800形の新造グループや、1953年末から投入されたデハ1900形などの大出力モーター搭載車を編成に入れた編成を組んだり、もしくはこのグループのMMMの3両で編成したりなどの対策も実施した。

### 4連運転時代
更に1960年代にはいると尾灯の埋め込み化、前照灯を白熱灯2個取り付けに変更するなど、他の車両と同様の改造を受けて井の頭線で運用された。
|          | ← 渋谷吉祥寺 → |          |          |          |
| 形式     | デハ1700       | デハ1710 | サハ1300 | デハ1900 |
| 区分     | Mc             | Mc       | T        | Mc       |
| 車両番号 | 1706           | 1714     | 1304     | 1904     |

|          | ← 渋谷吉祥寺 →      |                     |                     |
| 形式     | デハ1700            | サハ1200            | デハ1800            |
| 区分     | Mc                  | T                   | Mc                  |
| 車両番号 | 1701 1702 1703 1704 | 1201 1202 1203 1204 | 1804 1805 1806 1807 |

|          | ← 渋谷吉祥寺 → |          |          |
| 形式     | デハ1700       | クハ1250 | デハ1900 |
| 区分     | Mc             | Tc       | Mc       |
| 車両番号 | 1705           | 1259     | 1903     |

1961年11月より4両編成での運転が始まると、原則3M1Tとなったことで編成出力に余裕ができ組成の自由度は増したが、4両編成が増えていき、かつ後述するデハ1710系の転用が始まると中間に組み込まれる車両も増えた。1965年10月には中間に組み込まれたデハ1707が、パンタグラフを外して走っていたとの記録もある。
|          | ← 渋谷吉祥寺 →           |                          |                |                |
| 形式     | デハ1800 または デハ1700 | サハ1200 または サハ1300 | デハ1700       | デハ1400       |
| 区分     | Mc                       | T                        | Mc             | Mc             |
| 車両番号 | 1801 1704 1803           | 1203 1302 1303           | 1702 1701 1703 | 1401 1402 1403 |

|          | ← 渋谷吉祥寺 → |          |          |          |
| 形式     | デハ1900       | クハ1250 | デハ1700 | デハ1800 |
| 区分     | Mc             | Tc       | Mc       | Mc       |
| 車両番号 | 1906           | 1251     | 1706     | 1806     |

|          | ← 渋谷吉祥寺 → |          |          |          |
| 形式     | デハ1760       | サハ1200 | デハ1700 | デハ1800 |
| 区分     | cMc            | T        | Mc       | Mc       |
| 車両番号 | 1763           | 1201     | 1707     | 1808     |

|          | ← 渋谷吉祥寺 → |          |          |          |
| 形式     | デハ1800       | デハ1800 | デハ1700 | クハ1250 |
| 区分     | Mc             | Mc       | Mc       | Tc       |
| 車両番号 | 1802           | 1807     | 1705     | 1255     |

### 京王線転用と終焉
4両運転を開始した井の頭線では、1962年末から4両固定編成の3000系の導入が始まり、一方1963年に昇圧が実施された京王線では、増え続ける乗客を裁くため輸送力増強の必要があった。長軸車軸台車を装備していた本形式及びデハ1710形は1372mmへ容易に改軌できることから、3000系を増備して本形式とデハ1710形を捻出し、京王線輸送力増強用に転属させることとなった。
1965年の1710形の転属に続いて、1700形7両とサハ1202が1966年3月から桜上水工場と永福町工場で改造され、5月連休より京王線にデビューした。この転属時には先述した通りが標準軌対応台車であることを活かして、台車は交換せずに京王線の1372mm軌間に改軌して使用した他、パンタグラフの撤去・中間車化なども行われた。
- 1701、1704、1706：パンタグラフを撤去した新宿向き先頭車
- 1702：運転台を撤去して中間電動車に改造。パンタグラフあり。旧運転台部分は八王子向きで丸妻のまま。
- 1703、1705，1707：パンタグラフのある八王子向き先頭車

更に先頭車6両は旧来の尾灯を標識灯とし、幕板部に外付けの尾灯を増設、運転台周りの機器など各部が京王線仕様に合わせられた。
京王線では1701 - 1703と1202による4両編成1本と、1704 - 1705、1706 - 1707の2両編成2本を組んだ。同系列での6連や、2両編成は2600系などとも連結して運用され、1969年の京王線系統ATS稼働に伴いATS機器の搭載工事も実施されている。
しかしさらなる輸送力増強を目的に、京王線に都営新宿線乗入規格に沿った20メートル車の6000系の1次車導入に伴い、1972年5月23日を最後に運用離脱、9月30日付で全車廃車された。

## 譲渡
廃車後、デハ1707が増結用の車両を探していた近江鉄道に譲渡された。譲渡に際しては西武所沢工場で車体更新・前面貫通化・両運転台化改造を受け、台車をTR-14Aに履き替えるなど床下機器を交換し、1973年2月にモハ204として入線した。1980年には郵便荷物合造車モユニ11に改造されたが、1984年の荷物輸送廃止に伴い休車となり、1990年に廃車されている。
廃車後もそのまま彦根駅構内に留置されていたが、2004年にヤードの再開発に伴い解体された。

### 書籍
- 鈴木洋『【RM LIBRARY 146】京王5000系の時代　ファンの目から見た33年』株式会社ネコ・パブリッシング、2011年10月1日。ISBN 978-4-7770-5316-2。
- 佐藤良介『【RM LIBRARY 173】京急400・500形　大型吊り掛け駆動車の生涯（上）』株式会社ネコ・パブリッシング、2014年1月1日。ISBN 978-4-7770-5359-9。
- 関田克孝『【RM LIBRARY 235】帝都電鉄（上）』株式会社ネコ・パブリッシング、2019年3月1日。ISBN 978-4-7770-5439-8。
- 関田克孝『【RM LIBRARY 236】帝都電鉄（下）』株式会社ネコ・パブリッシング、2019年4月1日。ISBN 978-4-7770-5440-4。
- 宮崎繁幹・山下和幸 編『京王帝都電鉄電車回顧　第1巻』多摩湖鉄道出版部、2019年4月1日。ISBN 978-4-7770-5446-6。
- 宮下洋一 編『鉄道車輌ガイド Vol.30 京王帝都のグリーン車』株式会社ネコ・パブリッシング、2019年5月1日。ISBN 978-4-7770-2350-9。

### 雑誌記事
- 『鉄道ピクトリアル アーカイブスセレクション9 京王電鉄 1950-60』、鉄道図書刊行会、2005年8月。
  - p.28 - 36 京王帝都車両アルバム 1950～60
  - p.39 - 43 吉川文夫「私鉄車両めぐり（８）　京王帝都電鉄井の頭線」※『鉄道ピクトリアル』第24号（1953年7月号）より再録
  - p.60 - 105 京王帝都レールファンクラブ「私鉄車両めぐり(65)　京王帝都電鉄」※『鉄道ピクトリアル』第171号、第172号、第174号、第176号、第177号（1965年6、7、9、11、12月号）より再録
  - p.106 - 118 京王帝都レールファンクラブ「私鉄車両めぐり(72)　京王帝都電鉄　補遺」※『鉄道ピクトリアル』第197号（1967年6月号）より再録
  - p.144 - 153 読者短信に見る京王電鉄の記録 1950-1960
  - p.155 - 159 電気車形式図集　私鐵電車編（1954年）
- 鈴木洋「他社に渡った京王の車両」『鉄道ピクトリアル』第278号、電気車研究会、1973年5月、57-58頁。
- 吉川文夫「井の頭線戦災記」『鉄道ピクトリアル』第278号、電気車研究会、1973年5月、59-61頁。
- 益崎興紀「スジをたどる＝運転の変遷」『鉄道ピクトリアル』第422号、電気車研究会、1983年9月、32-40頁。
- 山岸庸次郎「グラフ　井の頭線　過ぎ去りし日々のおもいで＜帝都線から井の頭線へ＞」『鉄道ピクトリアル』第422号、電気車研究会、1983年9月、54-57頁。
- 山岸庸次郎「井の頭線　過ぎ去りし日々のおもいで＜帝都線から井の頭線へ＞」『鉄道ピクトリアル』第422号、電気車研究会、1983年9月、98-103頁。
- 鉄道ピクトリアル編集部「他社で活躍する京王帝都の車両」『鉄道ピクトリアル』第422号、電気車研究会、1983年9月、136頁。
- 合葉博治、滝川精一「井の頭線　グリーン車たちの断面（１）　27･10一斉改番の前夜」『鉄道ファン』第278巻、交友社、1984年6月、62-69頁。
- 合葉博治「井の頭線　グリーン車たちの源流　帝都線の電車」『鉄道ファン』第279巻、交友社、1984年7月、91-97頁。
- 藤田吾郎「京王帝都の廃車体あれこれ」『鉄道ピクトリアル』第578号、電気車研究会、1993年7月、82-83頁。
- 久保敏「戦火で離別した姉妹電車　井の頭線デハ1700とデハ1710」『鉄道ピクトリアル』第578号、電気車研究会、1993年7月、90-92頁。
- 藤田吾郎「京王帝都電鉄形式カタログ」『鉄道ピクトリアル』第578号、電気車研究会、1993年7月、169-192頁。
- 出崎宏「私鉄めぐり（149）京王帝都電鉄」『鉄道ピクトリアル』第578号、電気車研究会、1993年7月、223-242頁。
- 出崎宏「京王電鉄 過去の車両」『鉄道ピクトリアル』第734号、電気車研究会、2003年7月、174-186頁。
- 藤田吾郎「【特集】京王電鉄　京王電鉄　主要車歴表（2012年度末現在）」『鉄道ピクトリアル』第893号、電気車研究会、2014年8月、262-284頁。